# Holger Hübner
Holger Hübner (* 1963) ist ein deutscher Schauspieler.

## Leben
Hübner studierte zwischen 1984 und 1988 Schauspiel an der Hochschule für Schauspielkunst „Ernst Busch“ Berlin. Von 1988 bis 1990 war er Ensemble-Mitglied am Stadttheater Karl-Marx-Stadt (heute Schauspielhaus Chemnitz).
Seit 1990 ist Hübner Mitglied im Ensemble des Staatsschauspiels Dresden. Daneben bestritt er Gastspiele am Theater Nordhausen und in der Comödie Dresden.
Hübners Singstimme ist Bariton. Darüber hinaus spielt er Gitarre.

## Theaterstücke (Auswahl)
- Viel Lärm um nichts, Rolle: Don Pedro, Prinz von Aragonien (Staatsschauspiel Dresden)
- Der Kaufmann von Venedig, Rolle: Lorenzo, Liebhaber der Jessica / Prinz von Marocco (Staatsschauspiel Dresden)
- Der Turm, Rolle: Richard Hoffmann (Staatsschauspiel Dresden)
- Hedda Gabler, Rolle: Richter Brack (Staatsschauspiel Dresden)

## Filmografie
- 2009: Harry, Regie: Robert Heber
- 2007: Blindflug, Regie: Ben von Grafenstein
- 2006: Das Verhör, Regie: Rafael Kühn
- 2004: SOKO Leipzig: Grenzverkehr, Regie: Michel Bielawa, ZDF[2]
- 2003: NeuFundLand, Regie: Georg Maas
- 2002: Liebe ist die halbe Miete, Regie: Gabi Kubach, ARD
- 1992: Karl May, Regie: Georg Maas, ZDF